# Adetus stramentosus
Adetus stramentosus är en skalbaggsart som beskrevs av Stefan von Breuning 1940. Adetus stramentosus ingår i släktet Adetus och familjen långhorningar. Inga underarter finns listade i Catalogue of Life.